# Run the Jewels (album)
Run the Jewels è il primo album in studio del duo hip hop Run the Jewels, formato dai rapper Killer Mike ed El-P. L'album è pubblicato il 26 giugno 2013 ed è distribuito da Fool's Gold Records.
Metacritic dà all'album una valutazione di 86/100 basata su 25 recensioni, a indicare un plauso universale.
| Recensione      | Giudizio |
| --------------- | -------- |
| AllMusic        | [ 2 ]    |
| Consequence     | B        |
| The Guardian    | [ 4 ]    |
| The Independent | [ 5 ]    |
| The Irish Times | [ 6 ]    |
| NME             | 8/10     |
| Pitchfork       | 8.5/10   |
| Q               | [ 9 ]    |
| Rolling Stone   | [ 10 ]   |
| Uncut           | 8/10     |

## Tracce
1. Run the Jewels – 3:30 (testo: Jaime Meline, Michael Render – musica: El-P, Little Shalimar)
2. Banana Clipper (featuring Big Boi) – 2:51 (testo: Jaime Meline, Michael Render, Antwan Patton – musica: El-P)
3. 36" Chain – 2:52 (testo: Jaime Meline, Michael Render – musica: El-P, Little Shalimar)
4. DDFH – 3:05 (testo: Jaime Meline, Michael Render – musica: El-P)
5. Sea Legs – 3:40 (testo: Jaime Meline, Michael Render – musica: El-P)
6. Job Well Done (featuring Until the Ribbon Breaks) – 2:59 (testo: Jaime Meline, Michael Render, Until the Ribbon Breaks – musica: El-P, Little Shalimar, Wilder Zoby)
7. No Come Down – 3:28 (testo: Jaime Meline, Michael Render – musica: El-P, Little Shalimar)
8. Get It – 3:00 (testo: Jaime Meline, Michael Render – musica: El-P)
9. Twin Hype Back (featuring Prince Paul) – 3:12 (testo: Jaime Meline, Michael Render, Paul Huston – musica: El-P, Little Shalimar, Wilder Zoby)
10. A Christmas Fucking Miracle – 4:21 (testo: Jaime Meline, Michael Render – musica: El-P, Little Shalimar)

Durata totale: 32:58
Tracce bonus nell'edizione europea
1. Pew Pew Pew (featuring DJ Q-Bert) – 3:08
2. Sea Legs (Dave Sitek Remix) – 4:00
3. 36" Chain (BSBD Remix) – 3:54

## Classifiche

### Classifiche settimanali
| Classifica (2013)         | Posizione massima |
| ------------------------- | ----------------- |
| US Independent Albums     | 32                |
| US Rap Albums             | 21                |
| US Tastemaker Albums      | 6                 |
| US Top R&B/Hip-Hop Albums | 27                |
| US Vinyl Albums           | 3                 |